# Carlos Ulrrico Cesco
Carlos Ulrrico Cesco, född 24 november 1910, död 5 november 1987, var en argentinsk astronom.
Han var verksam vid Félix Aguilar-observatoriet. I en hyllning till honom 1974, byte observatoriet namn till Carlos Ulrrico Cesco-observatoriet
Minor Planet Center listar honom som C. U. Cesco och som upptäckare av 19 asteroider.
De flesta av upptäckterna gjorde han tillsammans med astronomen A. R. Klemola
Han gjorde även upptäckter tillsammans med astronomerna A. G. Samuel och James B. Gibson
Asteroiden 1571 Cesco är uppkallad efter honom och astronomen Reynaldo Cesco.

## Asteroider upptäckta av C. U. Cesco
| 1770 Schlesinger [A] | 10 maj 1967       |
| 1829 Dawson [A]      | 6 maj 1967        |
| 1867 Deiphobus       | 3 mars 1971       |
| 1917 Cuyo [B]        | 1 januari 1968    |
| 1919 Clemence [C]    | 16 september 1971 |
| 1920 Sarmiento [C]   | 22 november 1971  |
| 1958 Chandra         | 24 september 1970 |
| 1991 Darwin [A]      | 6 maj 1967        |
| 2308 Schilt [A]      | 6 maj 1967        |
| 2399 Terradas        | 17 juni 1971      |
| 2504 Gaviola [A]     | 6 maj 1967        |
| 3833 Calingasta [C]  | 27 september 1971 |

| 5299 Bittesini                                                       | 9 juni 1969       |
| 5757 Tichá [A]                                                       | 6 maj 1967        |
| 8127 Beuf                                                            | 27 april 1967     |
| 8128 Nicomachus [A]                                                  | 6 maj 1967        |
| 10450 Girard [A]                                                     | 6 maj 1967        |
| 11437 Cardalda [C]                                                   | 16 september 1971 |
| 30720 Fernándezlajús                                                 | 9 april 1969      |
| Upptäckt tillsammans med: A A. R. Klemola B A. G. Samuel C J. Gibson |                   |